# Рескорла, Рик
Сирил Ричард «Рик» Рескорла (англ. Cyril Richard Rescorla; 27 мая 1939, Корнуолл, Великобритания — 11 сентября 2001, Нью-Йорк, США) — вице-президент банка Morgan Stanley по безопасности, бывший офицер армии США британского происхождения. Отличился тем, что спас более двух тысяч шестисот сотрудников банка Morgan Stanley во время террористической атаки на Всемирный торговый центр 11 сентября 2001 года.

## Биография
В 1957 году Рескорла поступил на службу в Британскую армию, служил сначала в Парашютном полку, а затем в разведке на Кипре, где организация ЭОКА вела вооружённую борьбу против британских властей.
В 1960-63 годах Рескорла служил в полиции Северной Родезии, затем поступил на службу в лондонскую полицию, но вскоре решил эмигрировать в США.
В США в 1963 году он записался в армию, прошёл обучение в школе подготовки офицеров и был направлен на войну во Вьетнаме в качестве командира взвода в 1-й кавалерийской дивизии. За Вьетнам Рескорла получил награды США: Серебряная Звезда, Бронзовая Звезда с дубовыми листьями, Пурпурное Сердце. Особенно отличился в сражении под Йа-Дранг, о чём рассказывается в книге «Мы были солдатами… и были молоды» (We Were Soldiers Once… and Young) участника этих событий Гарольда «Хэла» Мура. Фотография Рескорлы была помещена на обложке первого издания этой книги, ставшей бестселлером в США.
В 1967 году Рескорла уволился из армии и стал офицером резерва, в котором он состоял до 1990 года, дослужившись до звания полковника. 
После увольнения из армии Рескорла получил юридическое образование и стал преподавать в университете уголовно-процессуальное право. Он также обучался литературному мастерству, писал пьесы и киносценарии.
В 1985 году Рескорла поступил на работу в компанию Dean Witter Reynolds, где возглавил службу безопасности. 
Офис Dean Witter Reynolds находился во Всемирном торговом центре. После взрыва в подземном гараже Всемирного торгового центра 26 февраля 1993 года Рескорла был уверен в том, что «они снова атакуют нас, либо из подземки, либо с воздуха». Поэтому он убеждал руководство компании Morgan Stanley, в которой после слияния с Dean Witter Reynolds в 1997 году он также возглавил службу безопасности в ранге вице-президента, перевести офис из Всемирного торгового центра. Но Morgan Stanley заключил договор аренды помещений в Южной башне Всемирного торгового центра сроком до 2006 года. Тогда Рескорла сосредоточился на тренировках по эвакуации, которые проводились методично и регулярно. 
Когда утром 11 сентября 2001 года первый самолёт врезался в Северную башню, Рескорла сразу же приказал сотрудникам Morgan Stanley покинуть здание, несмотря на требования администрации здания всем в Южной башне оставаться на своих местах. Второй самолёт врезался в Южную башню, когда сотрудники Morgan Stanley уже спускались по лестнице. Чтобы подбодрить людей, Рескорла пел старинную балладу Men of Harlech и повторял: «Всё будет хорошо. Не забывайте, вы же американцы!».
Когда почти все сотрудники Morgan Stanley (2687 человек) добрались до первого этажа, Рескорла стал подниматься наверх, чтобы помочь вывести из небоскрёба тех, кто в нём ещё оставался. Южная башня обрушилась и Рескорла погиб. Его останки так и не были найдены.